# Užhorodské memorandum
Užhorodské memorandum je označením dokumentu vzešlého z porady Centrální rusínské národní rady (CRNR) 8. května 1919, kterou tento společný orgán rusínských národních rad (užhorodské, prešovské a chustské) i zástupců emigrace vyjádřil svou vůli stát se autonomní součástí Československé republiky. Dokument potvrzoval výsledky plebiscitu politicky aktivních Rusínů v USA z prosince 1918 a zahrnoval čtrnáct bodů, jež formuloval podle amerického vzoru Grigorij Žatkovič.
Pro rusínskou politickou reprezentaci bylo připojení k Československu v té době prakticky poslední alternativou, neboť z Ruska plynula obava kvůli bolševismu, Západoukrajinská lidová republika a ani Ukrajinská lidová republika již v té době neexistovaly a konečně maďarsky orientovaní Rusíni ztratili po komunistickém převratu oporu v Budapešti. CRNR vznikla 8. května 1918 a do 16. května 1918 projednala budoucí vztahy Rusi s Československem. Rada zároveň navrhla Grigorije Žatkoviče jako budoucího ministra rusínského státu v Československu. CRNR vyslala 23. května 1919 do Prahy více než stočlennou deputaci, kterou přijal ministr vnitra Antonín Švehla i prezident republiky Tomáš Garrigue Masaryk.
Význam Užhorodského memoranda spočíval především – vedle prosincového plebiscitu Rusínů v USA – ve vyjádření skutečné vůle rusínské reprezentace vstoupit jako autonomní prvek do svazku s Československem. Memorandum bylo také zasláno jako projev „přání lidu Podkarpatska“ na mírovou konferenci do Paříže. Slíbenou autonomii však Podkarpatská Rus získala až s účinností od poloviny prosince 1938 v souvislosti s ústavním zákonem č. 328/1938 Sb. z. a n. a autonomií Slovenska.